# Stabilizowalność
Stabilizowalność (ang. stabilizability) – termin używany w teorii sterowania oznaczający:
- od stanu – właściwość układu automatyki mówiąca o tym, że istnieje takie sterowanie {\displaystyle u=Kx,} gdzie: {\displaystyle K} – dana macierz, {\displaystyle x} – wektor stanu, dla którego układ opisany macierzą stanu {\displaystyle A} oraz macierzą wejść{\displaystyle B} jest stabilny (czyli macierz {\displaystyle A+BK} jest stabilna – wszystkie jej wartości własne leżą w lewej półpłaszczyźnie płaszczyzny zmiennej zespolonej S);

- od sygnału wyjściowego – właściwość układu automatyki mówiąca o tym, że układ jest stabilizowalny od stanu oraz wykrywalny.